# Lathosea pulla
Lathosea pulla är en fjärilsart som beskrevs av Augustus Radcliffe Grote 1881. Lathosea pulla ingår i släktet Lathosea och familjen nattflyn. Inga underarter finns listade i Catalogue of Life.